# Umeboshi

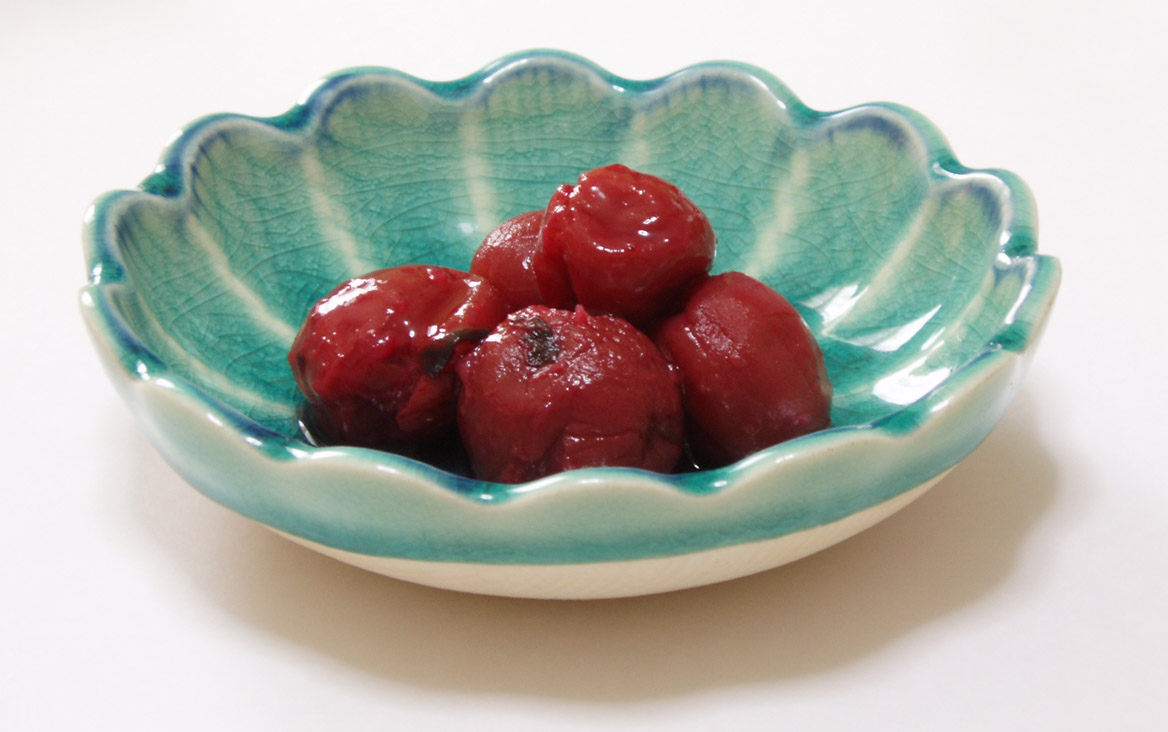
Umeboshi

Umeboshi (Umeboshi (梅干し)) é uma especialidade da culinária japonesa que consiste em umê em conserva, por isso um tipo de tsukemono. É caracterizado pelo seu sabor forte muito ácido e salgado. O umê é originário da China e é normalmente chamado de ameixa apesar de ser um parente mais próximo do damasco.
É também servido nos bentō, acompanhado de arroz por causa de seu sabor muito forte. A concentração de ácido cítrico é tão elevada que é sabido que se servido diariamente numa mesma partição de um bentō de alumínio pode provocar a corrosão dele.
O folclore japonês atribui propriedades medicinais ao umeboshi, que é dado como remédio para gripes e resfriados. É também dito como alimento saudável, apesar de ser muito salgado.
A forma mais tradicional para produzir umeboshi é manter os umês colhidos curtindo em salmoura e em seguida secá-los ao sol. Atualmente o umeboshi é produzido como uma conserva utilizando menos sal num processo semelhante à produção de picles, podendo receber folhas de perilla (conhecido também como shissô) que agem como corante.